# Carl Joseph von Wrede
Freiherr Carl Joseph von Wrede (auch: Wreden) (* 1761 in Mannheim; † 20. Januar 1829 in Darmstadt) war römisch-katholischer Priester und Spitzenbeamter zunächst in Kurköln, dann im Großherzogtum Hessen und dort als Vertreter der römisch-katholischen Kirche auch Abgeordneter in der Ersten Kammer der Landstände.

## Herkunft
Der Vater von Carl Joseph von Wrede war Friedrich Suibert Wreden (* 9. Februar 1723), Hofkammerrat und Generalkassier in der Verwaltung der Kurpfalz in Mannheim. Der Geburtsname von Carl Joseph von Wrede war „Wreden“.

## Karriere
Carl Joseph Wreden studierte Theologie an den Universitäten Heidelberg und Nancy und wurde anschließend zum Priester geweiht. Er erhielt Stellen in Stiftskapiteln in Bonn, Köln und Emmerich am Rhein, von 1784 bis 1792 war er Vorleser von Maximilian Franz von Österreich, Kurfürst von Köln, in Bonn und Geheimer Referendar (Referent) für geistliche Sachen, 1787 kurkölnischer Referendar auf dem Emser Kongress.
1791 wurde die Familie in den Reichsfreiherrenstand erhoben, wobei der ursprüngliche Familiennamen „Wreden“ auf „Wrede“ verkürzt wurde.
In Folge der Französischen Revolution floh er mit dem Kölner Domkapitel 1801 nach Arnsberg. 1802 hielt er sich im Auftrag des Kölner Domkapitels einige Monate am Hof des Fürsterzbischofs Hieronymus von Colloredo von Salzburg auf.
Mit der Säkularisation übernahm Landgraf Ludwig X. von Hessen-Darmstadt 1803 das bis dahin zu Kurköln gehörende Herzogtum Westfalen mit der Hauptstadt Arnsberg. Im Zuge dieses Regentenwechsels ging Carl Joseph Wreden im gleichen Jahr in hessen-darmstädtischen Dienst mit dem Titel eines Regierungsrats über. Er wurde Mitglied der General-Organisations-Kommission, die ihren Sitz in Darmstadt hatte und den Übergang des Herzogtums Westfalen an die Landgrafschaft Hessen-Darmstadt organisierte. 1804 war er Geheimer Staats-Referendar für die römisch-katholischen Kirchen- und Schulsachen im Gesamtministerium. 1805 und 1806 wurde er zusammen mit Johann Heinrich Coulmann als leitender Beamter des Innenministeriums geführt.
1806 avancierte die Landgrafschaft zum Großherzogtum. 1818 vertrat er das Großherzogtum bei den Frankfurter Konferenzen, die über eine Neuorganisation der Bistümer im südwestdeutschen Raum verhandelten und deren Ergebnisse 1821 mit der Zirkumskriptionsbulle Provida solersque umgesetzt wurden. Für das Großherzogtum entstand daraus das Bistum Mainz.
1820 bis 1827 nahm Carl Joseph von Wrede im ersten bis dritten Landtag den Sitz des römisch-katholischen Landesbischofs in der Ersten Kammer der Landstände wahr, da das Bistum Mainz zu dieser Zeit vakant war. Der Versuch von Großherzog Ludewig I., Carl Joseph von Wrede 1827 als Bischof von Mainz zu designieren, lehnte Papst Leo XII. ab: daß v. Wreden von nicht orthodoxer Lehre, von mehr als zulässig freien Sitten gewesen, die den Guten zum Aergerniß und öffentlich gebrandmarkt waren; er sei nach neuesten Nachrichten nicht anders geworden. Hintergrund dieser verärgerten Bemerkungen war wohl vor allem die kritische Haltung von Carl Joseph von Wrede gegenüber päpstlichen Machtansprüchen. Die schroffe Zurückweisung bewog den Großherzog angeblich, die Besetzung der Stelle des Mainzer Bischofs zu Lebzeiten von Carl Joseph Wrede nicht weiter zu verfolgen.

## Ehrungen
- 1819 promovierte Carl Joseph von Wrede zum Dr. phil. an der Universität Gießen.
- 1820 wurde er Großherzoglich Hessischer Geheimer Staatsrat.[9]

### Werke
Carl Joseph Wrede veröffentlichte seine Werke anonym oder unter Pseudonym. Seine Autorenschaft aber war bekannt.
- Geschichte der Appellationen von geistlichen Gerichten, zur Erläuterung des Art. XXII. des Embser Congresses. Frankfurt und Leipzig 1788.
- Der Besitzstand des römischen Hofes, Gesandte mit Gerichtsbarkeit in alle christlichen Kirchen und besonders in Deutschland abzuschicken, historisch untersucht und dem deutschen Publikum zur Entscheidung vorgelegt. Bonn 1789.
- Frage: Ist der Pabst befugt, ohne Einwilligung der Bischöfe einem deutschen Reichsfürsten die Erlaubniß zu ertheilen, die in dessen Lande gelegenen geistlichen Güter der katholischen Geistlichkeit zu besteuern? O. O. 1789. (Pseudonym: Franz Biedermann)
- Kurze Beleuchtung der Fakultäten päpstlicher Nuntien in Deutschland. Zur Erläuterung des in der Nunziatursache erlassenen kaiserlichen Hofdekrets und des Art. IV. des Emser Kongresses. Cöln 1789.

### Sekundärliteratur
- Hannelore Götz, Klaus-Dieter Rack: Hessische Abgeordnete 1820–1933, Ergänzungsband: Biographische Nachweise für die erste Kammer der Landstände des Großherzogtums Hessen = Darmstädter Archivschriften 10. Darmstadt 1995, S. 135.
- Jochen Lengemann: MdL Hessen. 1808–1996. Biographischer Index = Politische und parlamentarische Geschichte des Landes Hessen, Bd. 14 = Veröffentlichungen der Historischen Kommission für Hessen Bd. 48,7. Elwert, Marburg 1996. ISBN 3-7708-1071-6, S. 420.
- Klaus-Dieter Rack, Bernd Vielsmeier: Hessische Abgeordnete 1820–1933. Biografische Nachweise für die Erste und Zweite Kammer der Landstände des Großherzogtums Hessen 1820–1918 und den Landtag des Volksstaats Hessen 1919–1933 = Politische und parlamentarische Geschichte des Landes Hessen Bd. 19 = Arbeiten der Hessischen Historischen Kommission NF Bd. 29. Hessische Historische Kommission, Darmstadt 2008. ISBN 978-3-88443-052-1, S. 980–981.
- Johann Friedrich von Schulte: Wreden, Karl Josef von. In: Allgemeine Deutsche Biographie (ADB). Band 44, Duncker & Humblot, Leipzig 1898, S. 252.